# Edouard van Regemorter
Joannes Eduardus (Edouard) van Regemorter (Zemst, 14 maart 1849 - Antwerpen, 19 maart 1934) was een Belgisch leraar en politicus.

## Biografie
Edouard van Regemorter was de zoon van een herbergier. Beroepshalve was hij leraar wiskunde in de rijksmiddelbare scholen van Ronse (1866-1874) en Mechelen (1874-1880). In 1880 werd hij schooldirecteur in Mechelen en in 1888 directeur van het Koninklijk Atheneum in Antwerpen. In 1898 ging hij met pensioen.
Een jaar eerder, in 1897, was hij betrokken bij de oprichter van de liberale Antwerpse volkskrant De Nieuwe Gazet. Hij was er redactielid en voorzitter van de raad van beheer. Op politiek vlak engageerde hij zich binnen de Vooruitstrevend Democratisch Verbond, dat poogde een brede liberale volkspartij uit te bouwen. Hij werd er voorzitter van en in 1904 ook provincieraadslid van Antwerpen. Vanaf 1921 was hij tevens bestendig afgevaardigde. Hij zette zich voor het officieel onderwijs in, maar verdedigde ook de Antwerpse havenbelangen. Hij was onder meer secretaris van de Antwerpse Scheepvaartvereniging. Hij bleef bestendig afgevaardigde tot 1932 en provincieraadslid tot zijn overlijden in 1934.
Van Regemorter ligt begraven op het Schoonselhof.
Hij was de vader van boekbinder Berthe van Regemorter en Maurice van Regemorter, directeur van de Banque belge pour l'Étranger in Caïro.